# Prinsessan och grodan
Prinsessan och grodan (engelska: The Princess and the Frog) är en tecknad film från 2009 som är löst baserad på E.D. Bakers roman The Frog Princess. Det är den 49:e tecknade filmen från Walt Disney Pictures. För manus och regi svarar radarparet Ron Clements och John Musker, som tidigare stått bakom Aladdin, Mästerdetektiven Basil Mus, Skattkammarplaneten, Herkules och Den lilla sjöjungfrun.
Musiken står Randy Newman för och rösterna görs av bland andra Anika Noni Rose, Oprah Winfrey, Keith David, Jim Cummings, John Goodman, Jenifer Lewis, Bruno Campos, Michael-Leon Wooley, Peter Bartlett och Terrence Howard. Filmen hade premiär i New York och Los Angeles den 25 november 2009, och svensk premiär den 5 februari 2010.

## Handling
Filmen baseras på folksagan Grodprinsen, och kallades till en början Grodprinsessan. Filmen är en amerikansk Broadwaymusikal som utspelas i de franska kvarteren i New Orleans under 1920-talet, med flickan Tiana i huvudrollen.
Filmen börjar med att en stjärna visas och det sjungs en sång om den. Året är 1912 och man ser två flickor i ett rum. Tiana och hennes vän Charlotte La Bouff samt Tianas mamma Eudora som syr en klänning åt Charlotte medan hon läser sagan Grodprinsen. Tiana försäkrar att hon aldrig i sitt liv tänker kyssa en groda. Efter en stund kommer Charlottes far Big daddy La Bouff, den rikaste personen i New Orleans, hem från jobbet och betalar Eudora för klänningen.
Tiana och Eudora går hem och där väntar Tianas far James och Tiana börjar laga gumbo. Hon bjuder hela grannskapet på den och sedan när hon ska gå och lägga sig börjar James fantisera om att han vill öppna sin egen restaurang. Tiana är fast besluten att hjälpa till när hon blir äldre men James säger att hon aldrig ska glömma vad som är viktigt och Tiana önskar av stjärnan att hon ska få sin restaurang.
Sedan hoppar filmen till år 1926 och James har dött i första världskriget. Tiana går till caféet som hon jobbar på och på vägen ser man en flera andra figurer, som Dr Facilier, Big Daddy La Bouff och Prins Naveen. Prins Naveen av Maldonien är i staden i hopp om att hitta en flicka att gifta sig med. Charlotte och Big Daddy kommer in till Tianas restaurang och säger att de ska bjuda Naveen till sin Mardi Gras-fest och hoppas att Charlotte och Naveen ska gifta sig. Naveens plan är att få pengar, eftersom hans föräldrar slutade ge honom det för att han spenderade så mycket på fester. Charlotte och Tiana kommer överens om att Tiana ska få betalt ifall hon bakar munkar till festen. Tiana som nu har råd med sin restaurang köper den och Eudora kommer dit med deras gumbogryta samtidigt som de börjar renovera i salen.
Naveen och hans ängsliga betjänt Lawrence är i en annan del av New Orleans och har fest men Lawrence vill att de ska gå till Mardi Gras-festen. De stöter då på den karismatiska voodoodoktorn Facilier som lurar Naveen att han ska få pengar utan krav på äktenskap men förvandlar honom istället till en groda.
Senare på kvällen kommer Naveen lite sent till festen och han börjar dansa med Charlotte. Tiana som tittar på får veta av mäklarna till salen där hon ska ha sin restaurang att någon annan har bjudit över henne och hon har till onsdag på sig att lägga ett högre bud. Tiana som försöker stoppa dem från att gå iväg välter av misstag bordet med munkar och Charlotte hjälper henne att byta om.
Hon får prinsesskläder och en tiara. Charlotte går ner och Tiana önskar sig av stjärnan ännu en gång och då kommer en groda på balkongen bredvid henne. Tiana frågar ironiskt grodan ifall den vill ha en kyss men räknar inte med att grodan ska svara. Tiana drabbas av panik men grodan är Naveen. Han tror att Tiana är en prinsessa och tror att förtrollningen bryts ifall de kysser varandra. Han lovar henne pengar ifall de kysser varandra men under kyssen blir Tiana också förvandlad till en groda. Efter att ha flytt till djungeln upptäcker Lawrence som var förklädd till Naveen att grodan är borta. Dr Facilier försäkrar honom dock att det inte gör något eftersom de har Naveens blod i en talisman som förklär Lawrence. Deras avsikt var att Lawrence skulle gifta sig med Charlotte och de skulle ta alla pengar och dela 60/40 med Facilier som skulle få den större summan.
I djungeln möter Tiana och Naveen Louis, en trumpetspelande alligator och Ray, en eldfluga. Ray tror att stjärnan är en annan eldfluga som heter "Evangeline" och är djupt förälskad i henne. Louis och Ray erbjuder sig att leda Tiana och Naveen till voodoo-drottningen Mama Odie, som de tror kan ta bort förbannelsen. Under resan utvecklar Tiana och Naveen känslor för varandra. Under tiden märker Lawrence att talismanens krafter slutar verka och behöver fyllas på med nytt blod. Facilier gör en överenskommelse med voodoo-andarna och erbjuder dem alla människosjälarna i New Orleans. I utbyte beviljar andarna hjälp av en mängd skuggdemoner, som beordras att hitta och fånga Naveen.
När de fyra efter att ha undkommit jägare hittar Mama Odie, berättar hon för dem att Naveen måste kyssa en sann prinsessa för att bryta förtrollningen. De återvänder till New Orleans för att hitta Charlotte, som är prinsessan på Mardi Gras, men bara fram till midnatt. Naveen berättar för Ray att han älskar Tiana och är villig att ge upp sina drömmar för henne, men innan han kan berätta för Tiana fångas han av demonerna och tas till Facilier. När Ray berättar för Tiana att Naveen älskar henne, går Tiana till paraden för att hitta en mänsklig "Naveen" som gifter sig med Charlotte. Besviken går hon därifrån men Ray hittar och räddar den verkliga Naveen och stjäl talismanen som förkläder Lawrence. Ray hittar Tiana, ger henne talismanen och försöker hålla borta demonerna så att hon kan fly, men Facilier trampar på honom. Facilier hittar sedan Tiana och förvandlar henne till människa innan hon kan förstöra talismanen och försöker manipulera henne genom att erbjuda henne restaurangen i utbyte mot talismanen. Han försöker ge henne illusionen av alla motgångar hon haft och lyckas nästan, men Tiana inser att hon hellre skulle vara med Naveen och förstår Faciliers sanna avsikter, så hon förstör talismanen. De ilska voodooenheterna tar Facilier som betalning för sina skulder till dem och drar honom in i andevärlden och det som blir kvar är en gravsten med Faciliers namn och fasansfulla ansikte på vilket bekräftar hans död.
Medan Lawrence förs bort av polisen förklarar Naveen allt för Charlotte och Tiana och Naveen avslöjar sin kärlek till varandra. Charlotte går med på att kyssa Naveen så att han och Tiana kan vara tillsammans som människor. Klockan slår midnatt innan hon kan göra det, men paret bestämmer att de är nöjda med att leva tillsammans som grodor. De hittar en döende Ray som undrar varför de fortfarande är grodor och de förklarar för honom. Ray dör kort därefter. Under Rays begravning, där hans familj placerar kroppen på ett blad och skickar det flytande nerför floden, lyser en ljusstråle ner och en stjärna för Ray visas intill Evangelines och de blir glada att han inte dog förgäves.
Tiana och Naveen blir vigda som grodor av Mama Odie, och på grund av Tianas nya status som prinsessa, återställs de till mänsklig form efter sin kyss. Senare återvänder paret till New Orleans för att lagligt gifta sig och fira, och tillsammans öppnar de sin nya restaurang.

## Rollista
| Karaktär                    | Originalröst             | Svensk dubbning    |
| --------------------------- | ------------------------ | ------------------ |
| Tiana                       | Anika Noni Rose          | Pauline Kamusewu   |
| Prins Naveen                | Bruno Campos             | Pablo Cepeda       |
| Doktor Facilier             | Keith David              | Fred Johanson      |
| Louis                       | Michael-Leon Wooley      | Jan Åström         |
| Raymond "Ray"               | Jim Cummings             | Eric Bibb          |
| Lawrence                    | Peter Bartlett           | Claes Ljungmark    |
| Mama Odie                   | Jenifer Lewis            | Gladys del Pilar   |
| Charlotte "Lottie" La Bouff | Jennifer Cody            | Anna Nordell       |
| Eudora, Tianas mor          | Oprah Winfrey            | Sarah Dawn Finer   |
| James, Tianas far           | Terrence Howard          | Peter Gardiner     |
| Eli "Big Daddy" La Bouff    | John Goodman             | Allan Svensson     |
| Tiana som barn              | Elizabeth M. Dampier     | Dorothea Norling   |
| Charlotte som barn          | Breanna Brooks           | Mathilda Lindström |
| Marlon, en alligator        | Emeril Lagasse           |                    |
| Ian, en alligator           | Kevin Michael Richardson |                    |
| Darnell                     | Don Hall                 |                    |
| Reggie                      | Ritchie Montgomery       | Rolf Lydahl        |
| Tvåfinger                   | Paul Briggs              |                    |
| Mr. Harvey Fenner           | Corey Burton             |                    |
| Mr. Henry Fenner            | Jerry Kernion            |                    |
| Kusin Randy, en eldfluga    | Randy Newman             |                    |